# Phnum Kraôm
Phnum Kraôm är en kulle i Kambodja.   Den ligger i provinsen Siem Reap, i den centrala delen av landet, 230 km nordväst om huvudstaden Phnom Penh. Toppen på Phnum Kraôm är 116 meter över havet, eller 108 meter över den omgivande terrängen. Bredden vid basen är 1,3 km.
Terrängen runt Phnum Kraôm är huvudsakligen mycket platt. Phnum Kraôm är den högsta punkten i trakten. Runt Phnum Kraôm är det tätbefolkat, med 286 invånare per kvadratkilometer. Närmaste större samhälle är Siem Reap, 10,0 km nordost om Phnum Kraôm. Trakten runt Phnum Kraôm består huvudsakligen av våtmarker.